# 久波奈名所図会
『久波奈名所図会』（くわなめいしょずえ、久波奈名所圖會）は、伊勢国桑名の名所を絵と文章で紹介した地誌である。

## 概要
編者は浄土真宗（西本願寺派）長円寺の第11代住職、学僧魯縞庵義道で、挿絵は工藤麟溪、内容は伊勢国桑名の名所、霊跡、神社、仏閣、風俗、行事、その他を京都の秋里籬島の著した諸国名所図会本に倣って作ったもので、享和2年（1802年）8月完稿、前後5年間の労作である。
美濃判和本で上・中・下の3巻からなり、上巻は自凝洲崎（おのころすざき）、中巻は加良洲崎（からすざき）、下巻は泡洲崎（あわすざき）と往古と、桑名が川によって三分されていた地形区分によって分冊されている。地方都市でこのように克明な趣味本的名所図会を試みたものは あまり見受けない。
自序には享和2年8月、奥書には文化元年(1804)6月、序文は山田鳳蕭亭主人。筆者について、影印校注本の刊行会代表である堀田吉雄は「（委員のひとりである）故平岡潤に従えば、義道の自筆本とは認め難いといっているが、当否はわからない。彼は、挿画家・工藤麟溪の筆跡に似るといっている」としている。他方、「この書の原稿は義道であるが、筆者は挿絵の町絵師麟溪であるとみて誤りはないであろう」としている。
また、詳細な奥付を付けているところ等から、上梓の予定があっての版下であったようにも思われるが、好事家的な趣味癖の所産であったのだろう。なお明治以後本書の写本が二・三行われている。また、1977年に、影印校注本が出版された。

## 内訳

### 原本
- 長園寺 義道『久波奈名所圖會 上巻』 自凝洲崎之部。
- 長園寺 義道『久波奈名所圖會 中巻』 加良洲崎之部。
- 長園寺 義道『久波奈名所圖會 下巻』 泡洲崎之部（自 泡洲崎　至 天満宮）。

### 影印校注本
この影印校注本は、桑名市市制施行40周年、市文化財調査会制定20周年の記念事業として発刊されたものである。
- 『久波奈名所圖會 上巻』（影印校注）久波奈古典籍刊行会、1977年。doi:10.11501/9569808。
- 『久波奈名所圖會 中巻』（影印校注）久波奈古典籍刊行会、1977年。doi:10.11501/9569809。
- 『久波奈名所圖會 下巻』（影印校注）久波奈古典籍刊行会、1977年。doi:10.11501/9569830。